# 迎宾洛河大桥
34°02′43″N 111°03′09″E / 34.04531°N 111.05246°E

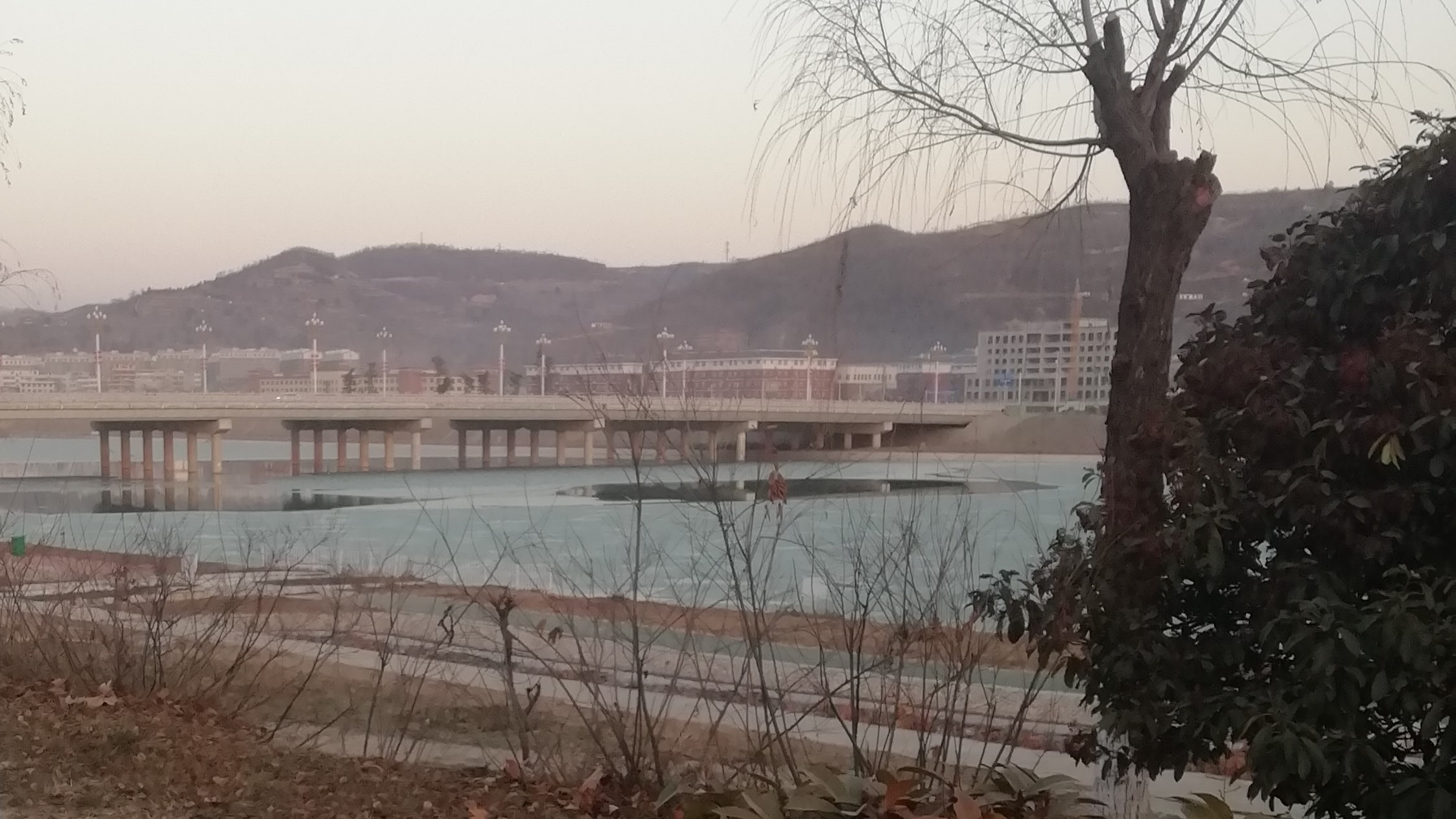
卢氏县迎宾洛河大桥图片

迎宾洛河大桥是中华人民共和国河南省三门峡市卢氏县境内洛河上的一座大桥，于2018年12月4日正式通车。

## 建造过程
2017年10月，迎宾洛河大桥开工。大桥于2018年12月4日正式建成通车。

## 意义
迎宾洛河大桥链接北边的县城与南边的农村，方便了群众出行。卢氏县以建成迎宾洛河大桥为契机，争取了栾卢高速、卢洛高速高速项目，进一步扩大了卢氏县交通区位优势。